# فرهنگ در ارمنستان
فرهنگ ارمنی (به ارمنی: Հայկական մշակույթ) بر پایه فرهنگ اقوام و طوایف از دیرباز ساکن در سرزمین کوهستانی ارمنستان رشد و تکامل یافته‌است؛ لذا در تکوین و رشد این فرهنگ نقش فرهنگ اورارتوها نقشی بسزا و بزرگ است. بخش‌های زیادی از فرهنگ ارمنستان براساس جغرافیا، ادب و هنر و موسیقی ارمنی پایه‌گذاری شده‌است.

## فرهنگ ارمنستان پیش از پذیرش مسیحیت
نشانه‌های تأثیر فرهنگ و فولکلور اورارتوئی در اساطیر ارمنی نیز به چشم می‌خورد. به عنوان مثال جنگ‌های طولانی بین اورارتوها و آشوری‌ها که در زندگی مردمان ساکن در آسیای نزدیک (منطقه قفقاز)، نقش تعیین‌کننده‌ای ایفا کرده‌است. مایه خلق ملت ارمنی به نام هایک که با بعل (در زبان ارمنی بِل تلفظ می‌شود)، خدای اساطیری آشور-بابلی به جنگ برمی‌خیزد و ملت ارمنی را از ظلم بعل رهائی بخشیده به کوهستان‌های ارمنستان رهنمون می‌گردد.
در اسناد بدست آمده سایه روشنی از اساطیر و افسانه‌ها و باورهای فولکلوریک باستانی ارمنی دیده می‌شود که در راس آن‌ها هایک قرار دارد و به نام وی ارمنیان معاصر خود را «های» می‌نامند و خویش را از تبار او می‌دانند. (این نام ملی به قبیله هایاسا نیز نسبت داده می‌شود)
آرا (اساطیر ارمنی) در اساطیر ارمنی طبیعت میرنده و دیگر بار رستاخیزکننده و به تعبیری دیگر خدای سمبل زندگی و رویندگی بوده‌است. علاوه بر این‌ها در اساطیر ارمنی خدائی به نام دورک آنگق پرستیده می‌شده که ریشه ختی داشته‌است.
آستقیک الهه عشق و باروری بوده که بعدها این صفات به آناهید (اساطیر ارمنی) نیز تعلق گرفته‌است. جز این‌ها خدایان اساطیری دیگری نیز بوده‌اند.
آثار و اسناد بجا مانده از فرهنگ معنوی پیش از مسیحیت ارمنی نیز اندک است اما بر پایه همین شواهد اندک نیز می‌توان تصویری کلی از دین باستانی ارمنی، ادبیات مردمی فولکلوریک و دیگر عرصه‌های فرهنگ معنوی بدست آورد. پانتئون باستانی خدایان ارمنی به سبب ارتباط با عناصر پانتئون ایرانی، برخی تغییرات چشمگیر حاصل کرده‌است.
در راس پانتئون، آرامازد پدر خدایان قرار دارد. آرامازد در واقع همان اهورامزدا است. در پی او خدایان دیگر با صفات خاص خود قرار می‌گیرند که برجسته‌ترین آن‌ها واهاگن خدای جنگ و رعد و آذرخش و پیروزی و خدای کشنده اژدها، و آناهید الهه پشتیبان زمین، هستند. میهر (اساطیر ارمنی) و تیر (اساطیر ارمنی) در اعصار مختلف خدایان آفتاب بوده‌اند. تیر همچنین خدای دانائی و حکمت دبیری نیز بوده‌است. نانه و آستقیک الهه عشق از دیگر خدایان عمده بوده‌اند.
شایان ذکر است که شباهت خدایان پانتئون ارمنی با خدایان باستانی ایرانی تنها در اسامی آن‌ها است و در القاب و صفات و نقش هر یک از خدایان در پانتئون، شباهت هائی دیده نمی‌شوند.
باستانی‌ترین شهرهای ارمنستان مانند:آرشاماشاد و کارکاتیوکرت (این شهرهای باستانی کنار رود آراتسانی، در نزدیکی شهر خارپرت، امروزی قرار داشت)، ساخته شدند و در سده سوم پیش از میلاد به عنوان مراکز عمده تجاری ارمنستان و نیز مراکز فرهنگی ارمنی در دوران هلنیسم نقش چشمگیر و فعالی ایفا کردند. در همین مراکز فرهنگی بود که بر پایه خود ویژه فرهنگی، فرهنگ ارمنی-هلنیستی پا گرفت و سپس به سایر نقاط ارمنستان راه یافت.
ارمنستان در سده‌های دوم و اول پیش از میلاد به عالی‌ترین درجه فرهنگ هلنیستی می‌رسد و این فرهنگ به شیوه خود مستقل ملی رشد می‌یابد و به فرهنگ و ایدئولوژی طبقات حاکم بدل می‌گردد. زبان رسمی ارمنستان هلنیستی زبان یونانی آن عصر بود که یونانی کوینه نامیده می‌شود.
نمونه‌های اندک اما قابل توجهی از ادبیات شفاهی و فولکلور سده‌های پیش از میلاد ملت ارمنی در متون تاریخی و دستنوشته‌های قدیمی حفظ شده‌است که از حیث مضمون عمدتاً به دو بخش افسانه‌آمیز و تاریخی تقسیم می‌شوند.
ملت ارمنی در دوران هلنیسم به موازات خلق فرهنگ و اساطیر خود ویژه ملی برخی خدایان یونان باستان را نیز به عاریت گرفته و ضمن از آن خود کردن آن‌ها، این خدایان را نیز در کنار خدایان ارمنی پرستیده‌است.

## فرهنگ ارمنستان بعد از پذیرش مسیحیت
در طول دو سده‌ای که به دنبال مسیحی شدن ارمنستان سپری شد، یعنی در سده‌های چهارم و پنجم، ارمنستان به پیشرفت بزرگی در زمینه حیات فرهنگی دست یافت. در لوای تأثیر کلیسا، ما شاهد شکوفایی فرهنگ ارمنی هستیم و آن فرهنگ تبدیل به یک فرهنگ اساساً مسیحی می‌شود. دو روحانی به نام‌های نرسس یکم و دیگری پسرش اسقف ساهاک یکم نقش بسیار مهم در این شکوفایی حیات فرهنگی و هنری ارمنستان بازی کرده‌اند.
حیات فرهنگی ارمنستان پیش از پذیرش دین مسیح تابع فرهنگ مانند یونان و رم و به ویژه ایران بود. تحقق مهم‌ترین مظهر فرهنگی مسیحیت، که همه مظاهر دیگر از آن سرچشمه گرفتند ابداع الفبای ارمنی بود. این کار توسط اسقف اعظم ساهاک یکم بود که معاون خود مسروپ ماشتوتس را مأمور کرد تا الفبای ویژه‌ای برای زبان ارمنی ابداع کند، بدین منظور که ترجمه کتب مقدس به زبان و کتابت ارمنی میسر گردد، زیرا تا به آن زمان تنها نسخه‌هایی به زبان یونانی و زبان آرامی آن کتب در بین مردم پخش بود.
این ابداع الفبای ارمنی یکی از مهم‌ترین و مؤثرترین رویدادهای تاریخ ارمنستان بود نه تنها از نظر فرهنگی که به ادبیات ارمنی حیات بخشید، بلکه از نظر سیاسی هم مهم بود، زیرا در حفظ شخصیت و ویژگی‌های اخلاقی ملت ارمنی نیز سهمی عظیم داشت.
مسروپ صد شاگرد تربیت کرد و کسانی که به نام «مترجمان بزرگ» معروف شده‌اند جزو آن عده بودند. این مترجمان بزرگ به مراکز عمده فکر و اندیشه مسیحایی اعزام شدند که در آن زمان عبارت بودند از:آتن، قیصریه و اسکندریه، که با کتابخانه مشهورش که بطلمیوس آن را دایر کرده بود قرن‌ها بود یک کانون فرهنگی بزرگ به‌شمار می‌رفت، و علت اعزام آن مترجمان این بود که مهم‌ترین آثار فرهنگی را گردآوری کنند و با خود به ارمنستان بیاورند.
این مترجمان وقتی به میهن خود بازگشتند پایه‌های مؤسسه معروفی به نام «مکتب ارمنی مفسران و مترجمان» را پای‌گذاری کردند، مکتبی که تا آغاز سده ششم رونق و رواج درخشانی داشت. در میان آثاری که بدین طریق در سده پنجم به زبان ارمنی ترجمه و در دسترس توده‌های ارمنی قرار گرفت تعداد زیادی آثار مذهبی بود که در راس آن‌ها مسلماً کتب مقدس قرار داشتند، و نیز تعداد زیادی از آثار تاریخی و فلسفی بودند.

## فرهنگ ارمنستان از سده پنج میلادی تا سده نه میلادی
نه سلطه ایرانیان و نه تسلط اعراب هیچ‌کدام موجب بروز وقفه‌ای در فعالیت‌های فرهنگی و هنری ارمنستان نشدند. از سده پنجم به بعد، تقسیم سیاسی ارمنستان به دو بخش غربی و شرقی، بنابر آنچه نیکوغایوس آدونتس نوشته‌است موجب افتراق فرهنگی و هنری در زندگی ملت ارمنستان به مقتضای اختلاف دو کشوری که بر آن دو بخش تسلط یافته بودند، یعنی بیزانس و ایران گردید.
در زمینه تاریخ به مورخ ارمنی به نام سبئوس که جنگ‌های هراکلیوس و هجوم اعراب در سده هفتم نگاشته اشاره کرد و به‌علاوه در زمینه ادب و فرهنگ باید آثار «ژان مامیکونیان» و نیز آثار ریاضی‌دان و اخترشناس آنانیا شیراکاتسی را نام برد.
در سده‌های بعدی علاوه بر تاریخ آلبانیای قفقاز تألیف مؤسس کاغانکاتواتسی و تاریخ جنگ‌های اعراب نوشته غوونت آلیشان اثری هم از جاثلیق هوانس سوم در دست است.

## فرهنگ ارمنستان در دوره باگراتونی‌ها
دودمان باگراتونی در حیات یک دولت ملی آزاد از قید هرگونه بندگی و وابستگی و برخوردار از نعمتهای نظم و صلح زمینه‌ای به ویژه مساعد برای بسط و گسترش خود یافت.
در زمینه تاریخ در سده دهم عبارتند از:تاریخ ارمنستان نوشته هوانس ششم، تاریخ خاندان آرتسرونی نوشته تووما آرتسرونی، مؤلف موعظه‌های مذهبی و قصاید نوشته‌های بسیاری دیگر توسط گرگوار نارکاتسی اشاره نمود.
در سده یازدهم باید از تاریخ ارمنستان تألیف استپانوس آسوغیک و از تاریخ ارمنستان نوشته اوختانس سباستاتسی، همچنین باید به آثار ماتئوس اورهایتسی و گریگور ماگیستروس و نیز به تاریخ پایان دولت باگراتونی‌ها و ترکان سلجوقی نوشته آریستاگوس لاستیورتسی اشاره کرد.
و بالاخره در سده دوازدهم یعنی پس از اینکه کشور ارمنستان باگراتونی استقلال خود را از دست داد مخیتار گش در کتاب خود تحت عنوان «قانون مدنی ارمنستان» را تدوین کرد.

## فرهنگ ارمنستان در دوره پادشاهی ارمنی کیلیکیه
از دیدگاه فرهنگی تاریخ پادشاهی ارمنی کیلیکیه ظاهراً تحت تأثیر نفوذی قرار گرفته‌است که طرز فکر غربی به ویژه فکر لاتینی در تمام این دوران بر ملت ارمنی اعمال کرده‌است. جنگ‌های صلیبی با قرار دادن ملت ارمنی در تماس دایم و نزدیک با اروپا راه‌های تازه و عریض تری در برابر فکر ارمنیان گشوده‌اند، و بر مینای همین اصل، زبان فرانسوی در کنار زبان ارمنی، زبانی بود که در دربار و در میان نجبا بکار می‌رفت. به همین نحو در دیوان حکومت کشور، زبان لاتین و زبان فرانسه در کنار زبان ارمنی یک جنبه رسمی پیدا کردند، و حال آنکه در دنیای تجارت زبان ایتالیایی بیشتر رایج بود.
در این دوره نیز همچون در گذشته نویسندگان ارمنی بیشتر در رشته تاریخ‌نویسی خودنمایی کردند. تاریخ ماتئوس اورهایتسی اهل ادسا یاد کرد که از سال ۹۵۲ تا ۱۱۳۶ میلادی را دربر می‌گیرد، و تاریخ کشیش «گریگوری» و تاریخ دودمان روبنی نوشته واهرام رابونی منشی پادشاه لوون سوم و تاریخ وقایع از سال ۹۵۲ تا ۱۲۷۴ میلادی که سپهبد «سمپاد» از خود به یادگار گذاشته‌است.
از مجموعه مرثیه خوانی‌های نرسس چهارم شنورهالی و مرثیه خوانی‌های گریگوری دغا برادرزاده نرسس شنورهالی نام ببریم. اولی به فتح اورفه و دومی مربوط به فتح اورشلیم به دست دشمنان است.
باید به این فهرست تعدادی از آثار مربوط به الهیات مانند خطبه‌ها و تفسیرهای نرسس لامبروناتسی اسقف شهر تارس بر آداب و سنن مذهبی و آثار پزشکی و زبان‌شناسی و غیره را اضافه کرد.

## فرهنگ ارمنستان از سده سیزدهم میلادی تا سده نوزده میلادی
اقوام تورانی و تسلط آنان بر ارمنستان غربی ضربه جبران‌ناپذیری به ملت ارمنی زد، تمدن او را درهم شکست و بسط و گسترش او را متوقف ساخت؛ ولی نیروی جهش و قدرت سنن فرهنگی این ملت بقدری بود که باز هم درگوشه و کنار آثاری به ظهور پیوست. این آثار منفرد بیشتر در صومعه‌ها نوشته می‌شدند، صومعه‌هایی که آخرین پناهگاه فکر و اندیشه بودند.
آثار تاریخی سده سیزدهم می‌توان به نویسنده تاریخ کیراکوس گاندزاکتسی اشاره کرد او محتوی اطلاعات مهمی دربارهٔ مغولان و گرجی‌ها و آلبانیای قفقاز ارائه کرد، و نیز تاریخ تاتارها تألیف ماغاکیا اورمانیان، و اثر تاریخی دیگری به قلم وارطان آرولتسی و یک رساله نجومی نوشته «ژان ارزنکا» قابل ذکرند.
در سده چهاردهم یک تاریخ سیونیک به قلم استپانوس اربلیان را در دست داریم که اسقف همین شهرستان سیونیک بوده، و یک تاریخ تاتارها به قلم هتوم و آثار مربوط به الهیات به قلم اوهانس اورونتسی و گریگور تاتواتسی را می‌توان نام برد.
در سده پانزدهم تاریخ «امیر تیمور» به قلم توماس متسوف را داریم و در سده هفدهم تاریخ ارمنستان ایران در عهد شاه عباس را که به قلم آراکل داوریژتسی نوشته شده‌است؛ و نیز به آثار سده پانزدهم ارمنی در زمینه علم پزشکی اشاره کنیم و به پزشک معروف ارمنی به نام امیردولت آماسیاتسی که مهم‌ترین اثر او رساله معروف پزشکی است تحت عنوان «آخرابادین»، و بالاخره به ویژه باید به آثار زیبای شاعران ارمنی سده‌های چهاردهم و پانزدهم و شانزدهم اشاره کرد که از میان آنان حتماً باید از اسامی فریک، گستانتین یرزنگاتسی، آراکل باغیشه‌تسی، مگرتیچ ناقاش، هوهانس تلگورانتسی، گریگوریس آغتاماراتسی، ناهاپت کوچاک و جیوانی نام برد.
ولیکن دربارهٔ هنرمندان و صنعتکاران ارمنی، آنان به درجه‌ای از کمال دست یافتند که بنا به نوشته فردریک ماکلر در مقایسه با همقطاران خود از سایر ممالک به هیچ وجه از آنان کم نمی‌آیند. همگان با قالی ارمنی از سده پانزدهم تا سده هیجدهم آشنایی دارند که همه از نظر سبک عالی و اندازه و نقش و نگار شاهکار هستند و ارزش فوق‌العاده‌ای دارند. بنا به گفته آرتور دو گوبینو در کتاب «سه سال در آسیا»، پیچیدگی در ریزه کاری‌ها مانع از آن نیست که مجموع اثر حالتی از صفا و سادگی داشته باشد.
همچنین به خاچکارهای ارمنی اشاره کنیم که تخته سنگهایی هستند تراشیده با ظرافت کامل و بعضی از آن‌ها به اندازه‌ای ظریفند که به توری می‌مانند.
معماران و بنایان و کارگران ارمنی همچنان به هنرنمایی و به خودنمایی ادامه دادند، ولیکن متأسفانه نه برای کشور و ملت خودشان بلکه برای بیگانگان که آنان را به خدمت خویش گرفته بودند.
بیداری شعور و احساس ملی ارمنی با بسط و توسعه موسسات آموزشی و با ازدیاد مراکز فرهنگی نیز ارتباطی نزدیک دارد. یک اسقف بزرگ ارمنی «کاتولیکوس نرسس»، در آغاز سده نوزدهم چنین گفته بود: «پرورش فکر و گسترش آموزش از شرایط درجه اول ترقی و تعالی ملت ارمنی است.»
تا سال ۱۷۹۰ میلادی استفاده از آموزش و پرورش عمومی برای اتباع مسیحی امپراتوری عثمانی ممنوع بود و فقط چند مکتب طلاب علوم دینی برای پرورش روحانیون مجاز بودند. بعد از برداشت ممنوعیت مدارس قلمرو کشیشان ارمنی رو به ازدیاد نهاد، چنان‌که ابتدا در بین سال‌های ۱۷۹۰ میلادی و ۱۸۰۰ میلادی در قسطنطنیه مدارس پسرانه دایر گردید، و سپس از ۱۸۲۰ میلادی به بعد مدارس دخترانه نیز گشایش یافت. در همان زمان بنای نخستین مدارس ارمنی در مهاجرنشین‌ها آغاز شد چنان‌که در آستراخان (۱۸۱۰ میلادی) و کلکته (۱۸۲۱ میلادی) و در روستوف مدارس ارمنی ایجاد گردید.
از آنجا که دولتهای ترکیه و روسیه حاضر نبودند هیچ گونه کمکی به ایجاد این مدارس بکنند به ناچار گشایش مدرسه‌های ارمنی توسط خود ارمنیان یعنی با کمک‌هایی که از خانواده‌های ارمنی و کمک‌های مالی به دست می‌آمد صورت می‌گرفت.
از ۱۸۴۵ میلادی به بعد این مدارس به سرعت زیاد شدند و یک شبکه مرتبط از مدارس مربوط به قلمرو کشیشی در شهرستان‌های ارمنستان غربی دایر گردید. نه تنها ارمنی‌های امپراتوری عثمانی بلکه ارمنیان روسیه هم کمک‌های شایانی برای عملی کردن این هدف کردند، هدفی بر مبنای این خواسته که در کنار هر کلیسایی مدرسه‌ای هم باشد.
مدارس و موسسات آموزشی آمریکایی و فرانسوی در ترکیه نیز در نشر و اشاعه آموزش در میان ارمنیان به میزان وسیعی همکاری کرده‌اند. از میان موسسات آموزشی آمریکایی مانند کالج رابرت را می‌توان نام برد. در ارمنستان روسیه بسط و گسترش مدارس ارمنی به موازات مدارس آمریکایی و فرانسوی ادامه داشت، لیکن بعداً بشدت جلو آن را گرفتند مخصوصاً بعد از فرمان ۱۸۸۴ میلادی که سیاست حکومت تزاری اقتضاء کرده بود همه اتباع خود را تبدیل به روس بکند.
از میان موسسات آموزشی متوسطه و عالی در مسکو می‌توان مؤسسه آموزشی لازارف در سال ۱۸۱۵ میلادی (مؤسس «ژان لازاریان» از ارمنی‌های ثروتمند ایران بود) و مدرسه «طلاب نرسسیان» در تفلیس و «دارالعلوم» واغارشاپات را نام برد.

## هنر و فرهنگ ارمنی

### هنر ارمنی
هنر ارمنی سابقه بیش از پنج هزار سال را دارد. ارمنیان در رشته‌های معماری، منبت‌کاری، نقاشی، موسیقی و تئاتر پیشینه طولانی دارند. با توجه به کوهستانی بودن ارمنستان و وفور سنگ‌های ساختمانی در این کشور و استفاده دیرباز از این سنگ‌ها در امر ساختمان‌سازی کنده کاری بر روی سنگ‌ها نیز از اعصار قدیم در میان ارمنیان مرسوم گردید.
- سوزن‌دوزی ارمنی

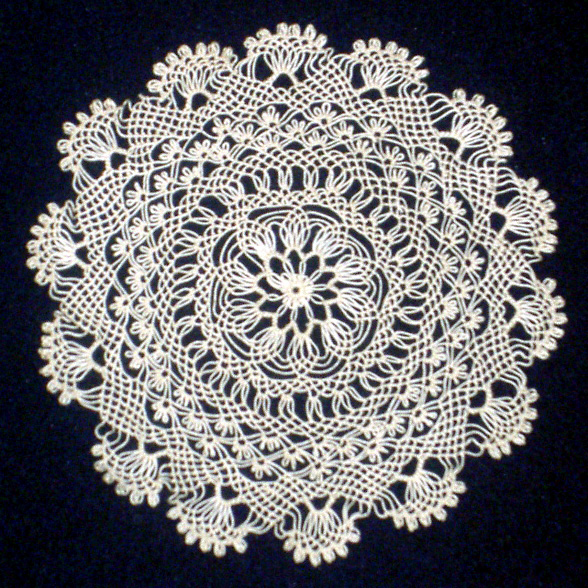
سوزن‌دوزی ارمنی

از دیگر موارد فرهنگی و هنری ارمنستان می‌توان به کارهای سوزن‌دوزی اشاره کرد که از وسایل زینتی محسوب می‌شود.
سوزن‌دوزی ارمنی از نشانه‌های استفاده توری در ارمنستان باستان و طراحی‌های سنتی به‌طور نمادین در دوران قبل از میلاد مسیح بوده که ریشه هنر فعالی می‌باشد.

### رقص ارمنی
رقص ارمنی میراثی قدیمی و غنی، متنوع که به جا مانده از پنجم تا هزاره سوم قبل از میلاد در مناطق بالاتر از ارمنستان سرزمینی به نام آرارات (دشت‌های آرارات) که در آن منطقه باستانی نقاشی‌هایی بر روی سنگ‌نبشته‌ها به جا مانده‌است، که به آن نقاشی‌های رقص می‌گویند که گاهی این نقاشی‌های رقص همراه با انواع خواصی از آلات موسیقی همراه بوده‌است.

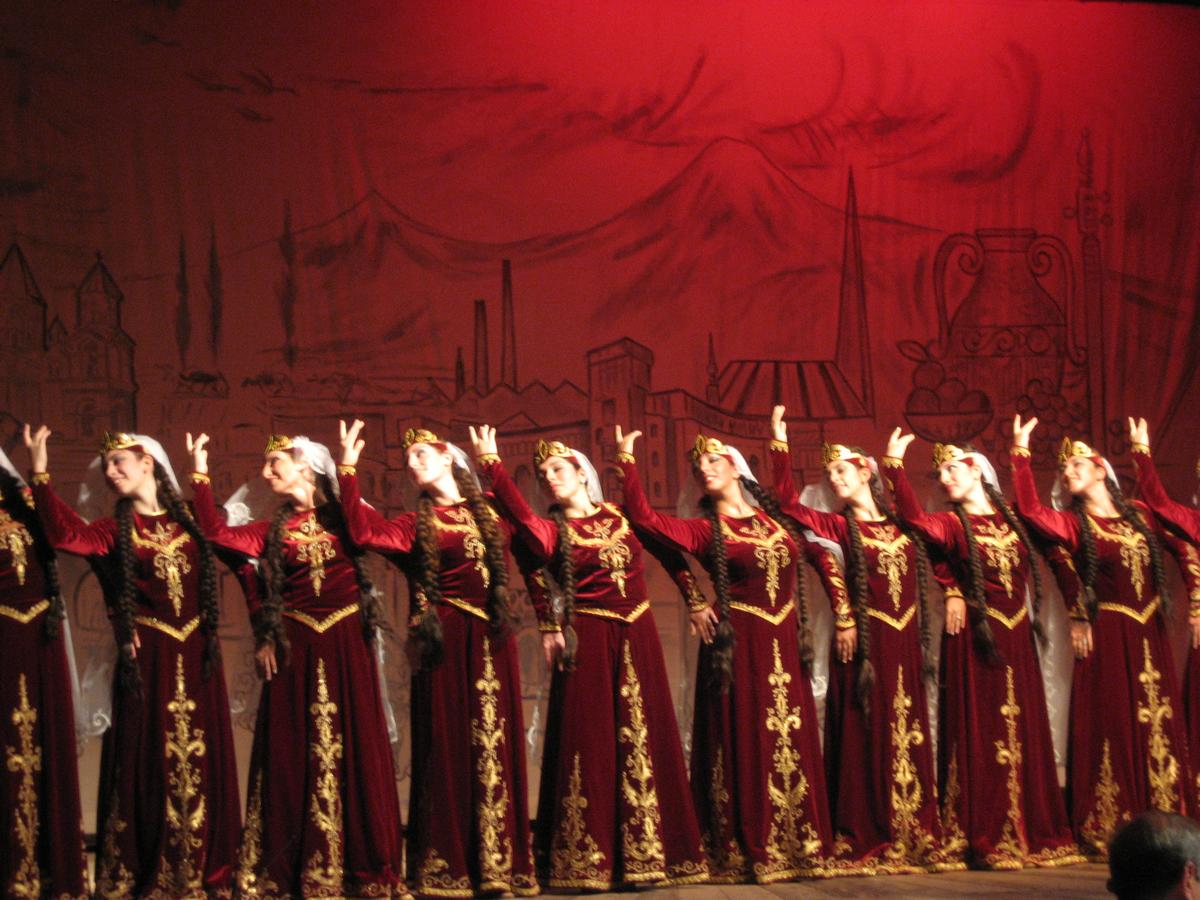
رقص سنتی ارمنیان

رقص سنتی یا رقص محلی در میان جماعت ارمنیان پراکنده (دیاسپورای ارمنی) بسیار محبوب می‌باشد. دیاسپورای ارمنی در کشورهای خود برای ارائه کردن فرهنگ و رقص سنتی ارمنی اقدام به تشکیل گروهای رقص محلی و بین‌المللی کردند.
در رقص ارمنی یک احساس شور، ظرافت و فصاحت خواصی وجود دارد. همه رقصنده‌ها با پوشیدن لباس سنتی یک تجسمی از تاریخ و فرهنگ خود و از داستان‌های اجداد (باستانی) گذشته خود را به ارمغان می‌آورند، و این گونه سعی در نگه داشتن فرهنگ آبا اجدادی خود را دارند.
طراحی لباس‌های رقص از عوامل مشترکی از قبیل، سنت‌های مذهبی و زندگی از خانواده‌های قدیمی و سنتی را تجلی می‌کند.
رقص محلی و مذهبی ارمنی همیشه با آواز، سرودها و آلات موسیقی سنتی همراه است.

### معماری ارمنی

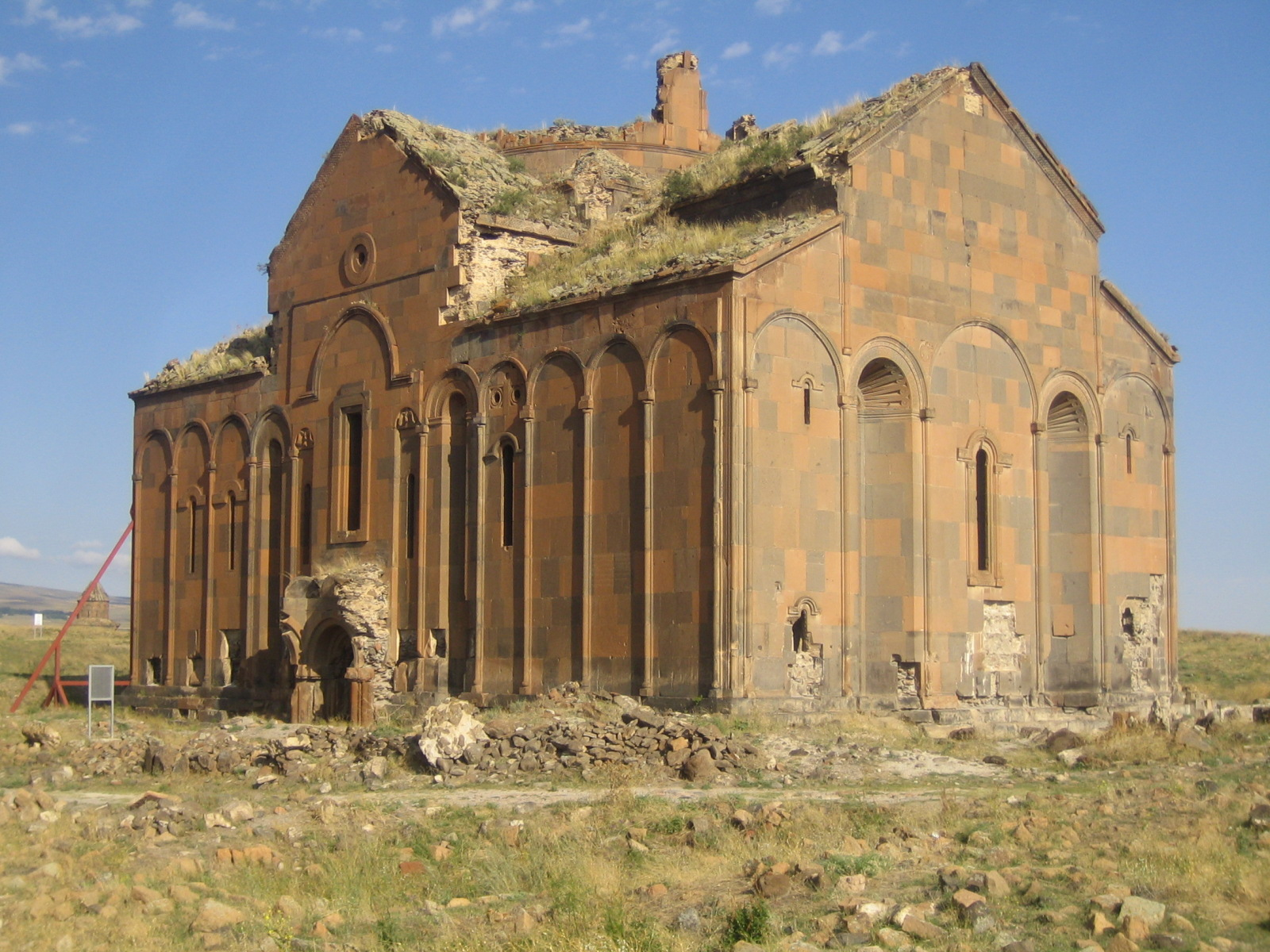
کلیسای جامع آنی ساخته شده توسط معمار معروف تردات، در آنی (شهر باستانی)

معماری ارمنی نوعی معماری خاص است که بیش از ۴۵۰۰ سال توسط ارمنیان بکار گرفته می‌شود. این معماری در طول سالیان دراز دچار تغییر و البته پیشرفت شده‌است. این معماری رابطه مستقیمی با اقلیم و شرایط طبیعی سرزمین کوهستانی ارمنستان، دارد و البته تحت تأثیر مستقیم تاریخ و فرهنگ ملت ارمنی نیز می‌باشد. وجود انواع مختلف سنگ‌های معدنی خصوصاً سنگ توف زیبایی خاصی به این نوع معماری بخشیده‌است.
معماری ارمنی مربوط به دوران قدیم، مانند معماری که از زمان سلسله پادشاهی یرواندونیها، آغاز و تا زمان پادشاهی ارمنستان بزرگ ادامه یافت معماری ارمنی دوران اول نام گرفته‌است.
شهرهای شبیه شهرهای امروزی در تاریخ معماری ارمنی که مربوط به دوران اول معماری ارمنستان می‌باشد و در کتاب آناباسیس، کسنوفون نیز نام آن‌ها آمده‌است عبارتند از:
آرماویر (ارمنستان)، یروانداشات (شهر باستانی)، آرتاشات، واغارشاپات، زاره هاوان، تیگراناکرت آرتساخ، همچنین بناهایی نظیر معبد گارنی، زاره هاوان و شهرهایی نظیر آنی (شهر باستانی)، دارویْنْک، آنی کاماخ، اوشاکان؛ و همچنین بناهای مذهبی مانند باگاوان، باگرواند، آشتیشاد، یریزا، حلقه معماری آن دوران ارمنستان را نشان می‌دهند.

### نقاشی ارمنی

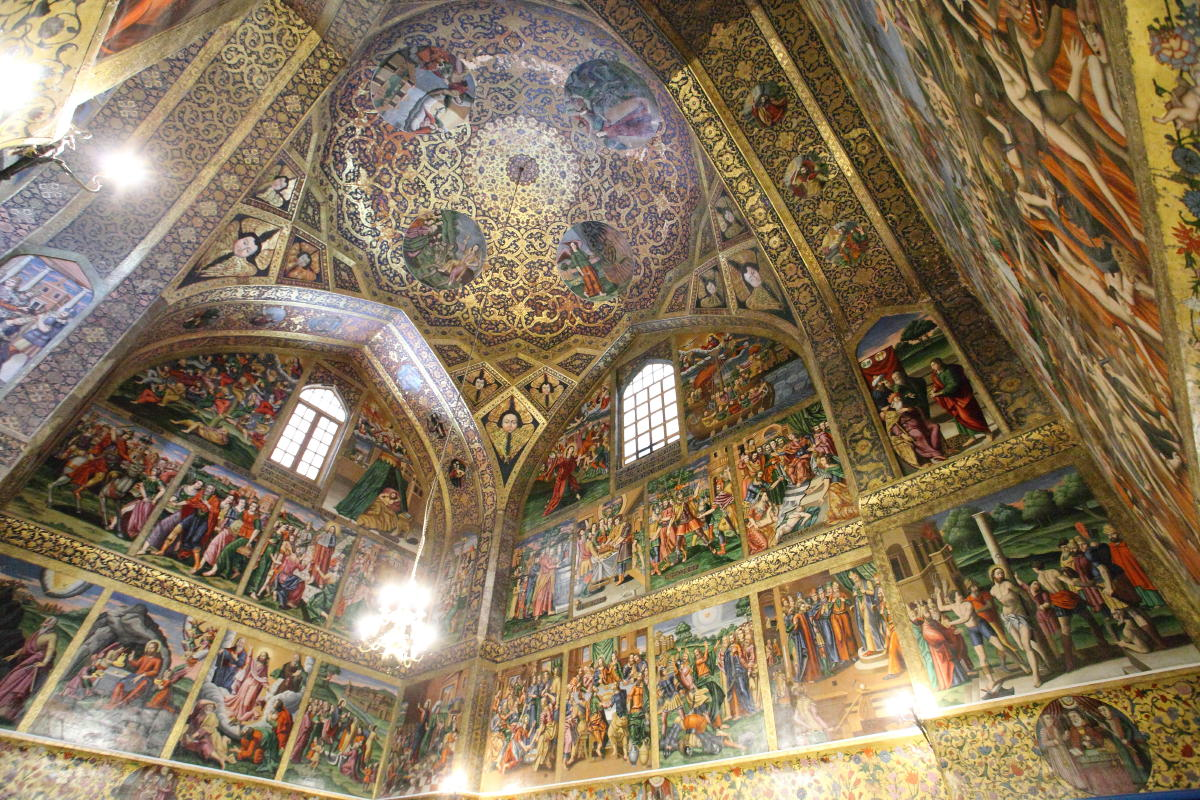
نقاشی آبرنگ داخل کلیسای وانک

نقاشی ارمنی مربوط به دوره ما قبل تاریخ قدمتی ۱۰ هزار ساله دارد (نقاشی بر دیوارهای غارها، سنگ‌نگاره‌ها) در عصر برنز (هزاره‌های ۵ تا ۳ پیش از میلاد) هنر کاربردی اساساً به صورت سفالگری نمود پیدا می‌کند (سفال‌های رنگی زیبا، مزین به صور هندسی و نقش نگاره‌های گیاهی) (اکتشافات باستان‌شناسی در تپه شرش، کارنوت، وانادزور و غیره).
بدون شک جام زرین کشف شده در کاوش‌های باستان‌شناسی تپه «آرمگاه وانادزور» که مزین به ۶ شیر می‌باشد، یکی از زیباترین نمونه‌های هنر فلزکاری در هزاره دوم قبل از میلاد می‌باشد.
مشخصه بارز هنر مینیاتور ارمنی که نمونه‌های اولیه کشف شده آن مربوط به سده ۶ میلادی می‌باشند رنگ‌آمیزی زیبا و سبک‌های متنوع آن می‌باشد.
انجیل‌های مزین به مینیاتور باقی‌مانده از سده‌های دهم و یازدهم میلادی که نام اساتید نقاش آن مشخص نمی‌باشد دارای ارزش هنری فوق‌العاده ایی می‌باشد.
این انجیل‌ها با نام‌های «انجیل ادجمیادزین» (سال ۹۸۹ م)، «انجیل وهاپار» (سده دهم میلادی)، «انجیل موقنی» (سال ۱۰۳۸ میلادی) شناخته شده می‌باشند. «انجیل ادجمیادزین» دارای جلدی نفیسی از عاج فیل می‌باشد و در آن ۴ مینیاتور منحصر به فرد از سده ششم میلادی حفظ شده‌است.
یکی از سبک‌های اصلی هنر مینیاتور ارمنی تزئین کتب و نسخ دست نوشته می‌باشد. استاتید مینیاتوریست با استفاده از آب‌رنگ، گواش و رنگ‌های چسبی در حاشیه صفحات کتب و نسخ دست نوشته طرح‌های گرافیکی و مناظر زیبایی با موتیف‌های گیاهی و حیوانی به یادگار گذاشته‌اند.
در سده میانه هنر مینیاتور ارمنی با سبک‌ها و مکاتب مختلفی نمود پیدا کرده‌است. مشهورترین این سبک‌ها و مکاتب «واسبوراکان»، «آنی»، «سلیسیه»، «گلادزور»، «داتو»، «جلفا» (ایران) و «کریمه» می‌باشند، که از ترکیب آن‌ها هنر مینیاتور ارمنی به وجود آمده‌است.

### قالی ارمنی

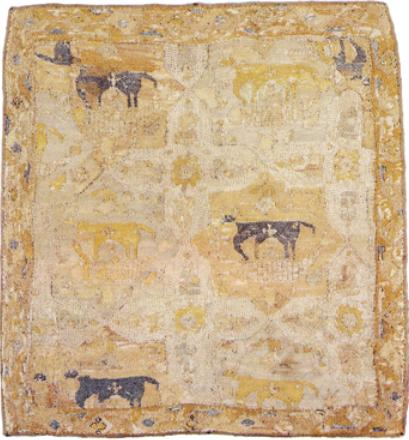
فرش ارمنی در اصفهان اوایل قرن هفدهم

ارمنیان، که جزو نخستین پیروان رسمی مسیحیت (از ۳۰۱م) هستند، میراث کهن انگاره‌ها و نمادهای فرهنگ و سنت خود را با مفهوم روحانی آیین جدید تلفیق کردند و در طول روند تکامل نقش‌ها موفق به بیان قوی و آشکار آن‌ها به صورت نمادهای مسیحی شدند.
امروزه، آثار هنری به جای مانده و شناخته شده مانند معماری کلیساها، چلیپاسنگها، صفحات تذهیب شده انجیلها، فرسکو، هنر فلزکاری، کندهکاری چوب، سفالگری و نیز هنرهای سنتی دستبافت مانند فرش، گلیم، گلدوزی و غیره تداوم و تکرار این نقش‌های سنتی را به روشنی نشان می‌دهند.
این دسته از نقش‌های تزئینی، که در اصل نقشهایی نمادین و حامل معانیای خاص هستند، دو نکته مهم را یادآوری می‌کنند:
اول اینکه همگی این نقش‌ها با گذشت زمان سیر تکاملی خاصی را از نظر پربارتر شدن طی کرده‌اند،
دوم اینکه همگی آن‌ها در منطقه وسیع جغرافیایی که امروزه به نام ارمنستان غربی شناخته می‌شود شکل گرفته‌اند.

### پوشاک ارمنی

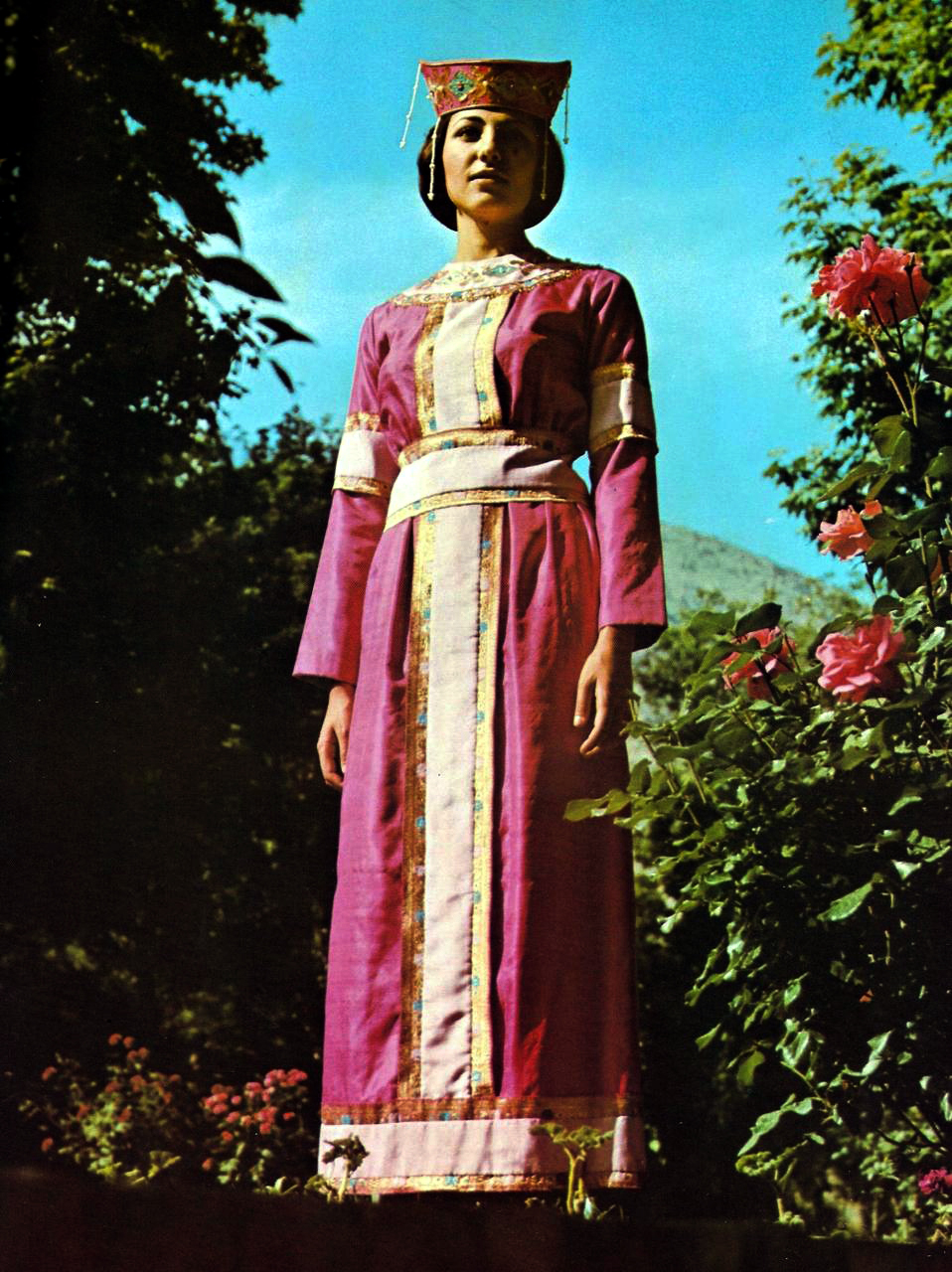
لباس عروس متعلق به دوران پادشاهی ارمنی کیلیکیه

در پوشاک ارمنی چند رنگ متمایز می‌باشد؛ که طبق نظر فیلسوف ارمنی سده چهاردهم گریگور تاتواتسی، این رنگ‌ها دارای معانی خاصی بوده و اوضاع سیاسی و اجتماعی ارمنستان را نشان می‌دهد.
بعنوان مثال، رنگ مشکی بیانگر اوضاع سیاسی کشور، رنگ سفید بیانگر آب و پاکی، رنگ زرد بیانگر خاک، رنگ نارنجی بیانگر فروتنی، رنگ قرمز بیانگر رشادت و خون، رنگ آبی بیانگر عدالت می‌باشد.
رنگ‌های بکار رفته در لباس‌های سنتی ارمنی تا به امروز نیز در مناطق مختلف ارمنستان مشاهده می‌شود. اما هر بخش و روستا در ارمنستان داری لباس سنتی و رنگ‌های مختص به خود می‌باشد.

### موسیقی ارمنی

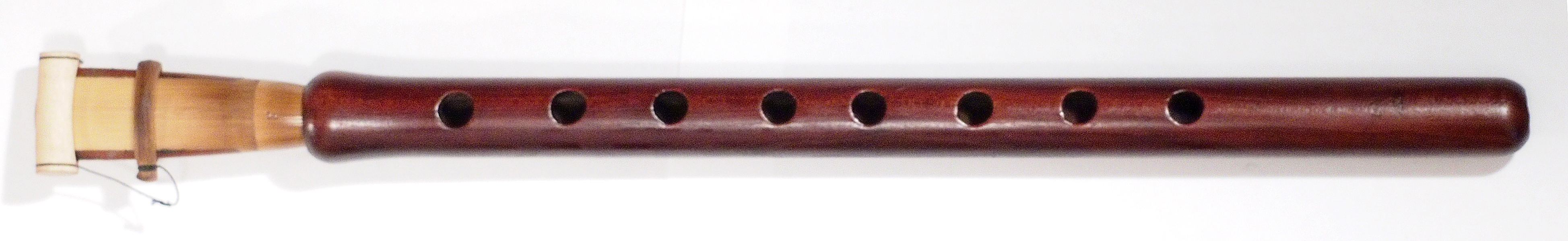
دودوک

موسیقی ارمنی ریشه در چند هزار سال پیش دارد. بر روی تخته سنگ‌های اوغتاسار تصاویری از زمان باستان باقی است که بوضوح نشان دهنده مناظر رقص و آئین‌های خاص همراه با ارائه آوا می‌باشند. آواز و موسیقی مربوط به مراسم دعا و آمادگی برای جنگ در زمان تشکل اتحاد قومی هایاسا و آرمن‌ها در ارمنستان رواج داشت.
هزاره نخست پیش از میلاد مملو از تحولات هنر موسیقی و فرهنگ باستان بود.
در اینباره شیپور تهیه شده از شاخ گوزن که در حوالی دریاچه سوان پیدا شده‌است گواهی می‌دهد.
سنج‌هایی نیز مربوط به سده هفتم پیش از میلاد در تیشبانی یافت شده‌است (مربوط به دوران آیرارات). در همان زمان حکومت آراراتیان موسیقی ارمنی دارای ماهیت پرستشی و دنیوی شد و موسیقی دنیوی در نزد راویان و گویندگان و نقالان و عاشق‌های دوره‌گرد رونق یافت.
این رونق و پیشرفت در زمان پادشاهی یرواندیان نیز ادامه یافت و با استحکام جامعه و استواری نظام خانواده‌ها در ارمنستان باستان موسیقی و آواز نیز حالت تخصصی تر پیدا کرد. به ویژه مرثیه خوانی مربوط به مراسم تدفین ترقی می‌کند و به تدریج یکی از شیوه‌های موسیقی ادبی ارمنی یعنی آواز خوانی توأم با شعر خوانی متشکل می‌گردد و از روایات و افسانه‌ها داستان‌های مربوط به تاریخ باستان ارمنی و دین اولیه آن‌ها (اسطوره‌شناسی) برای طی روند ترقی خود استفاده می‌شود.
موسس خورناتسی با سخن گفتن دربارهٔ افسانه‌های هایک و بل، (آرام)، آرای زیبا، شامیرام و واهاگن و (نورک آنکغ) آن‌ها را گاهی روایت و گاهی آواز و افسانه و گاهی نیز عاشقی می‌نامد.

### آشپزی ارمنی

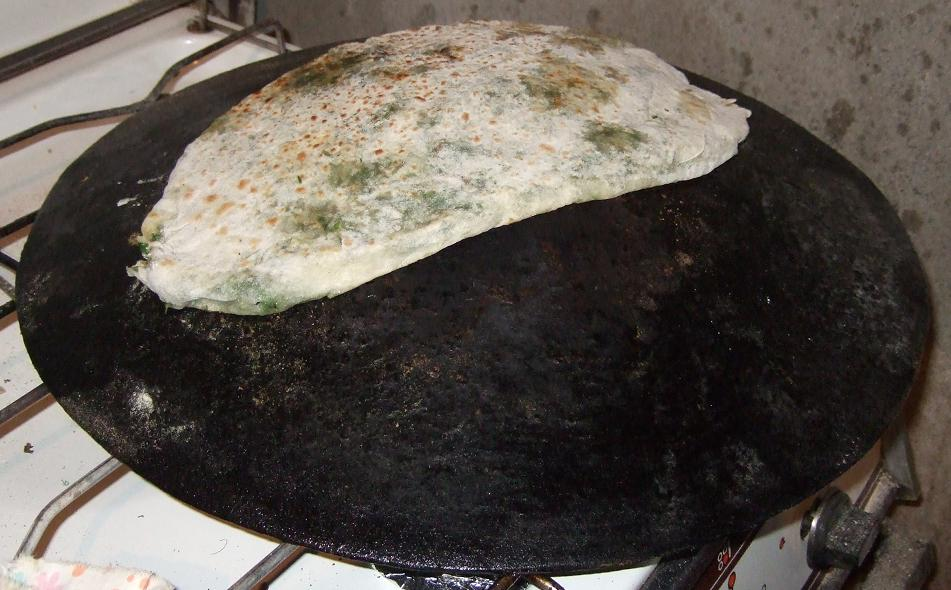
ژینگیالُو، (به لاتین Zhingyalov hats)، یکی از نان (خوراکی)،سنتی ارمنیان

دربارهٔ تغذیه ارمنیان از دیرباز و از زمان حکومت پادشاهی آراراتیان اطلاعاتی در دست است. پایه و اساس این شیوه تغذیه را از رشته‌های مختلف کشاورزی می‌توان دانست. در ارمنستان باستان تاکستان‌های بزرگی وجود داشت و پرورش درخت انگور (مو) از اهمیت خاصی برخوردار بود.
حفاری‌های دژ وان، مانازگرد، تیشبانی و شراب‌خانه آرنی-۱، گواه بر این امر هستند. در کنار کار زراعت و مرزعه داری انواع مختلف دامداری‌ها نیز رواج داشت. محصولات مختلف کشاورزی و دامداری همراه با گیاهان طبیعی در دشت‌ها که به صورت خود رو در دسترس مردم سرزمین اَرمن بود. پایه و اساس شیوه خورد و خوراک و تغذیه آنان را فراهم کرد.

### سینمای ارمنستان

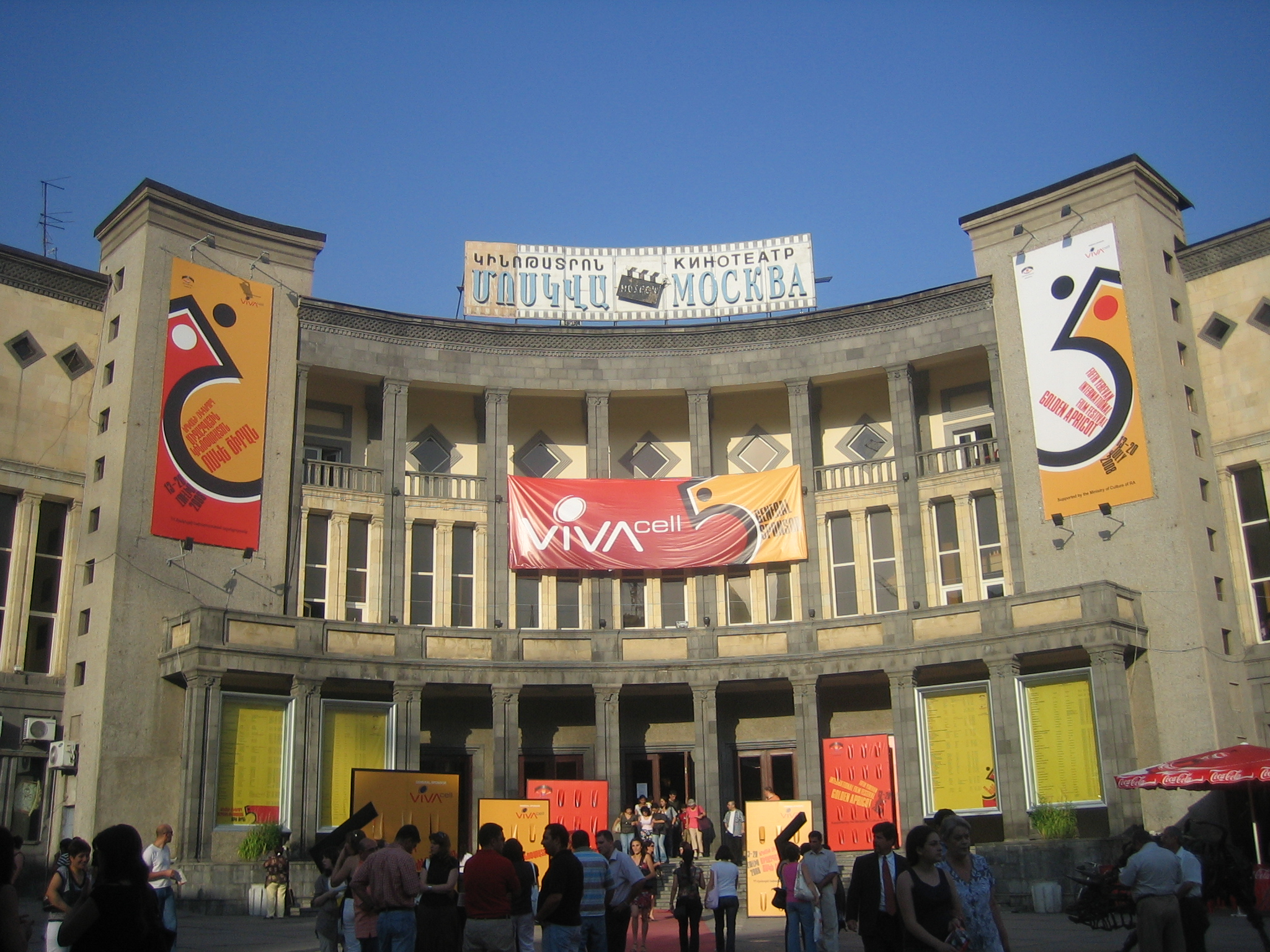
سینما مسکو

سینمای ارمنستان در تاریخ ۱۶ آوریل ۱۹۲۳ ایجاد شد.
در آن روز با یک فرمان و توسط کمیته دولتی، سینمای ارمنی تشکیل شد.
در ماه مارس ۱۹۲۴ نخستین استودیوی فیلم ارمنی به نام آرمن‌فیلم (به ارمنی: Հայֆիլմ، تلفظ: های‌کینو) در ایروان بنیاد شد و کار خود را با یک فیلم مستند به نام «ارمنستان شوروی» (۱۹۲۴) آغاز کرد.
ناموس (فیلم) به کارگردانی هامو بیک-نازاریان اولین فیلم صامت و سیاه و سفید ارمنی بود. داستان این فیلم بر پایهٔ نمایش‌نامه‌ای از آلکساندر شیروانزاده در مورد ناکامی‌های دو دلداده است.
نخستین فیلم صدادار پِپو نام داشت که در سال ۱۹۳۵ توسط هامو بیک-نازاریان ساخته شد.

### ادبیات ارمنی
ادبیات ارمنی یکی از قدیمی‌ترین و غنی‌ترین ادبیات جهان است. مؤسس خورناتسی پدر تاریخنگاری ارمنیان در سده پنجم میلادی در مورد ادبیات ارمنی پیش از سده پنجم اطلاعات بسیار پرارزشی به ما می‌دهد. بنا به اطلاعات خورناتسی کتاب‌های متعدد معابد بت‌پرستی، کتاب‌های حکایات، قباله‌های منعقده بین شاهزادگان مختلف و غیره وجود داشته‌اند.
فولکلور مردمی نیز در آن دوران ترقی کرده بود. معلوم است که حتی قبل، در زمان تیگران دوم، در پایتخت‌های تیگراناکرت و آرتاشات غیر از نمایش‌های یونانی نمایش‌هایی نیز به زبان ارمنی اجرا می‌شد. لیکن بجز از این و چند گواهی دیگر، بزرگترین پدیده زبان ادبی قدیمی ارمنی یعنی (ارمنی کلاسیک)، گرابار است که با توانگری، کم‌اهمیت تر از زبان یونانی باستان نیست. در سده پنجم کتاب مقدس و کتاب‌های متعدد دیگر به‌طور صحیح از یونانی به ارمنی کلاسیک ترجمه شدند.
با ابداع الفبای ارمنی و سپس برگردان انجیل به این زبان توسعه ادبیات ارمنی آغاز گشت.
از نخستین آثار برجسته ادب ارمنی می‌توان به پهلوان نامه منظومی به نام داوید ساسونی اشاره نمود. این حماسه، داستان پیکار یک پهلوان ارمنی با سلطه اعراب برای رهایی مردم ارمنستان است. سپس ترجمهٔ برخی ار کتب ارسطو، و آنگاه داستان اسکندر و بعد هم نوشتن کتاب «تاریخ ارمنستان» که این کتاب را موسس خورناتسی نوشته و به زبان‌های فرانسوی و آلمانی و انگلیسی نیز ترجمه شده‌است.
غزلسروده‌های دینی از سده پنجم نقشی مهمی در ادب ارمنی پیدا نمود که بیشتر در آیین‌های مذهبی بکار می‌رفت. نقطه اوج این گونه ادبی اثر عرفانی گریگور نارکاتسی به نام «سوگنامه نارک» است که در سده دهم زایشی نگاشته شده‌است. این شاهکار نارِک یکی از پرخواننده‌ترین اثر نزد ارمنیان تا به امروز است. سوگنامه نارک از سوی آزاد ماتیان به فارسی نیز ترجمه گشته‌است.
با آمدن سده دوازدهم سخن ارمنی شاهد برامیدن یکی دیگر از غنایی سرایان خود یعنی نرسس شنورهالی بود. این جاثلیق سوگنامه‌ای در سقوط اِدِسا و سرودهایی «شاراکان‌ها» از خود بجا نهاد. دوره این دو سراینده برجسته یعنی سده ده تا چهارده میلادی را دوره زرین ادبیات ارمنی نام نهاده‌اند.

### زبان ارمنی
زبان ارمنی (به ارمنی: Հայերեն هایِرِن) یکی از زبان‌های هندواروپایی است که در منطقه قفقاز و به ویژه در کشور ارمنستان و آرتساخ و سایر کشورهای دیگر که ارمنیان به عنوان جماعت ارمنیان پراکنده شناخته می‌شوند صحبت می‌کنند.

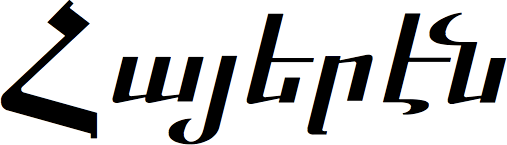
زبان ارمنی

ارمنیان تا پایان سده چهارم میلادی از خط سریانی یا یونانی استفاده می‌کردند و از این رو ادبیات و تاریخ آنان به خط و زبانی غیر ارمنی نوشته می‌شود. پس از رسمیت یافتن دین مسیح در ارمنستان و مسیحی شدن ارمنیان، چون کتاب مقدس این دین به زبان یونانی یا سریانی بود. در مراسم مذهبی کلیساها نیز به این زبان‌ها سخن گفته می‌شد. در برخی از کلیساها کتاب مقدس را در هنگام مراسم به زبان ارمنی ترجمه و تفسیر می‌کردند و برای حضار بازگو می‌نمودند.
حروف خط ارمنی نخستین بار به کوشش و مجاهدت یک روحانی ارمنی به نام مسروب ماشتوتس، که با زبان‌های یونانی و زبان پارتی و ساسانی آشنایی کامل داشت، اختراع شد.

### نام‌های ارمنی
نام‌های شخصی ارمنی در اصل عمدتاً ایرانی و به‌طور خاص اشکانی هستند. نمونه‌هایی از این نام‌ها شامل «مهرداد» و «تیرداد» (ترکیبی از نام ایزدهای ایرانی) است. ایزدبانو «آناهیتا» که در ارمنستان نیز پرستیده می‌شد، در نام رایج «آناهیت» باقی مانده است. دیگر نام‌های رایج پارتی‌تبار در زبان ارمنی عبارت‌اند از: «تیگران»، «وهرام»، «سورن»، «بابکن»، «خورن» و «آرشاک». حتی «وازگن»، نام جاثلیق اعظم کلیسای ارمنی از سال ۱۹۵۵، ریشه‌ای پارتی دارد. نویسنده اشاره می‌کند که در قرون میانه، زمانی که ارمنی‌ها در قسطنطنیه به قدرت می‌رسیدند، اغلب نام‌هایی از این‌دست داشتند؛ مانند «وارتان»، «تیرداد»، «آرتاوسدوس» و حتی «اردشیر».
در منابع تاریخی گرجی نیز، نام‌های اشکانی و ساسانی نیز دیده می‌شود؛ مانند «وراز-باکور»، «فَرنَواز»، «مهران» و «فرسمان»، همچنین نام‌های زنانه‌ای مانند «مهراندخت» و «باکوردخت». نام‌های دیگر ایرانی‌تبار چون «آرتاگ»، «کْسفارنوگ» و «اسپرخ» نیز دیده می‌شوند که ارتباط بیشتری با دنیای ایرانیِ استپیِ سکایی و آلان دارند.